# Björn Flink
Björn Fredrik Yngvesson Flink, född 31 december 1936 i Västervik, död 6 oktober 2001, var en svensk jurist som var lagman i Enköpings tingsrätt från 1990 till 1997.
Flink blev juris kandidat vid Uppsala universitet 1961 och genomförde sin tingstjänstgöring 1961-1964 innan han blev fiskal i Svea hovrätt 1964. Han var tingssekreterare i Västernärkes domsaga 1965-1969, adjungerad ledamot i Svea hovrätt 1969, assessor 1970-1971, revisionssekreterare 1972-1973, tillförordnad rådman i Stockholms tingsrätt och Uppsala tingsrätt 1973-1977 samt ordinarie rådman i Uppsala läns norra tingsrätt, Sollentuna tingsrätt och Uppsala tingsrätt 1977-1990. Han var lagman i Enköpings tingsrätt 1990-1997.
Flink var son till konsul Yngve Flink och hans maka Inga född Vinterskog. Han var gift från 1962 med Inger, adjunkt, född Skoog 1938, död 2024. Makarna vilar på Sigtuna kyrkogård.